# Kombinacja norweska na Zimowych Igrzyskach Olimpijskich 1988 – sztafeta
Sztafeta w kombinacji norweskiej na Zimowych Igrzyskach olimpijskich 1988 odbyła się w dniach 23-24 lutego 1988 roku. Najpierw zawodnicy oddali po trzy skoki na normalnej skoczni Alberta Ski Jump (najsłabszego skoku nie liczono), a następnie wystartowali w sztafecie 3x10 kilometrów metodą Gundersena na trasie biegowej w Canmore. Igrzyska w Calgary były pierwszymi w historii, na których rozegrano zawody drużynowe w kombinacji norweskiej. Pierwszymi mistrzami olimpijskimi w tej konkurencji zostali reprezentanci Niemiec Zachodnich, srebrne medale wywalczyli Szwajcarzy, a trzecie miejsce zajęli Austriacy. 

## Skoki narciarskie
| Pozycja | Państwo           | Zawodnicy                                             | Skok 1 (m)     | Skok 1 (pkt)            | Skok 2 (m)     | Skok 2 (pkt)                | Skok 3 (m)     | Skok 3 (pkt)            | Punkty                  | Strata   |
| ------- | ----------------- | ----------------------------------------------------- | -------------- | ----------------------- | -------------- | --------------------------- | -------------- | ----------------------- | ----------------------- | -------- |
| 1.      | RFN               | Hans-Peter Pohl Hubert Schwarz Thomas Müller          | 85,0 89,0 84,0 | 322,1 105,1 113,5 103,5 | 81,0 87,5 80,5 | 294,6 (94,0) (107,9) (92,7) | 82,0 88,0 80,0 | 307,7 99,6 113,7 94,4   | 629,8 204,7 227,2 197,9 | –        |
| 2.      | Austria           | Günther Csar Hansjörg Aschenwald Klaus Sulzenbacher   | 83,0 85,0 88,0 | 316,4 100,9 102,1 113,4 | 81,0 85,0 91,0 | 306,9 (92,0) 102,4 (112,5)  | 79,0 81,5 88,5 | 306,1 92,8 (98,3) 115,0 | 626,6 193,7 204,5 228,4 | +0:16,0  |
| 3.      | Norwegia          | Hallstein Bøgseth Trond Arne Bredesen Torbjørn Løkken | 82,0 82,5 87,0 | 300,7 95,8 98,6 106,3   | 79,5 83,0 79,0 | 274,6 (89,6) (98,2) (86,8)  | 83,0 83,5 80,5 | 295,9 99,2 102,5 94,2   | 596,6 195,0 201,1 200,5 | +2:46,0  |
| 4.      | Czechosłowacja    | Ladislav Patráš Ján Klimko Miroslav Kopal             | 83,0 79,5 83,0 | 285,6 95,9 91,3 98,4    | 79,0 76,0 82,0 | 261,4 (85,3) (81,5) (94,6)  | 82,0 80,0 82,5 | 287,9 96,1 93,4 98,4    | 573,5 192,0 184,7 196,8 | +4:41,5  |
| 5.      | NRD               | Thomas Prenzel Marko Frank Uwe Prenzel                | 79,0 82,0      | 280,1 (88,0) 96,8 95,3  | 82,0 80,0 81,0 | 275,0 92,6 (89,9) (92,5)    | 79,0 82,0 81,0 | 286,9 91,3 99,1 96,5    | 571,6 183,9 195,9 191,8 | +4:51,0  |
| 6.      | Szwajcaria        | Fredy Glanzmann Hippolyt Kempf Andreas Schaad         | 81,0 83,0 78,5 | 278,8 (92,7) 99,4 86,7  | 82,0 83,5 78,0 | 274,3 93,1 (97,5) (83,7)    | 84,0 82,5 78,5 | 292,2 102,3 100,4 89,5  | 571,4 195,4 199,8 176,2 | +4:52,0  |
| 7.      | Finlandia         | Pasi Saapunki Jouko Parviainen Jukka Ylipulli         | 72,0 83,5 83,0 | 272,4 71,8 99,7 100,9   | 76,0 77,0 81,0 | 258,6 (81,0) (84,1) 93,5    | 76,0 83,0 78,5 | 277,2 84,0 102,2 (91,0) | 561,3 165,0 201,9 194,4 | +5:42,5  |
| 8.      | Francja           | Jean-Pierre Bohard Xavier Girard Fabrice Guy          | 79,5 82,0 79,5 | 272,9 89,3 95,8 87,8    | 78,0 79,0 79,5 | 252,6 (82,2) (84,8) (85,6)  | 78,0 80,0 78,5 | 268,1 88,7 91,4 88,0    | 541,0 178,0 187,2 175,8 | +7:24,0  |
| 9.      | Japonia           | Hideki Miyazaki Masashi Abe Kazuoki Kodama            | 78,0 79,0 76,0 | 254,1 86,4 88,0 79,7    | 75,5 75,0      | 230,0 (77,7) (75,9) (76,4)  | 74,0 78,5 80,0 | 261,2 79,8 89,5 91,9    | 515,3 166,2 177,5 171,6 | +9:32,5  |
| 10.     | Stany Zjednoczone | Joe Holland Todd Wilson Hans Johnstone                | 80,5 79,0 75,0 | 256,5 91,9 87,5 (77,1)  | 75,0 76,0 78,0 | 237,1 (75,9) (79,0) 82,2    | 79,0 78,0 74,0 | 255,3 89,8 88,2 77,3    | 516,9 181,7 175,7 159,5 | +9:24,5  |
| 11.     | ZSRR              | Andriej Dundukow Wasilij Sawin Allar Levandi          | 82,5 81,0 –    | 192,3 97,1 95,2 –       | 80,5 –         | 90,2 –                      | –              | –                       | 282,5                   | +28:56,5 |

## Biegi
| Pozycja | Państwo           | Zawodnik                                              | Strata po skokach | Czas biegu                        | Miejsce w biegu | Czas      | Strata   |
| ------- | ----------------- | ----------------------------------------------------- | ----------------- | --------------------------------- | --------------- | --------- | -------- |
|         | RFN               | Thomas Müller Hans-Peter Pohl Hubert Schwarz          | –                 | 1:20:46,0 25:33,6 27:26,7 27,45,7 | 10.             | 1:20:46,0 | -        |
|         | Szwajcaria        | Fredy Glanzmann Hippolyt Kempf Andreas Schaad         | +4:52,0           | 1:15:57,4 25:34,7 25:12,9 25:09,8 | 1.              | 1:20:49,4 | +3,4     |
|         | Austria           | Hansjörg Aschenwald Günther Csar Klaus Sulzenbacher   | +0:16,0           | 1:21:00,9 28:33,7 26:39,7 25:47,5 | 6.              | 1:21:16,9 | +30,9    |
| 4.      | Norwegia          | Hallstein Bøgseth Trond Arne Bredesen Torbjørn Løkken | +2:46,0           | 1:18:48,4 26:18,6 27:04,0 25:25,8 | 3.              | 1:21:34,4 | +48,4    |
| 5.      | NRD               | Thomas Prenzel Marko Frank Uwe Prenzel                | +4:51,0           | 1:18:13,5 26:23,9 26:12,1 25:37,5 | 4.              | 1:23:04,5 | +2:18,5  |
| 6.      | Czechosłowacja    | Ladislav Patráš Ján Klimko Miroslav Kopal             | +4:41,5           | 1:19:02,1 26:49,7 26:30,4 25:42,0 | 7.              | 1:23:43,6 | +2:57,1  |
| 7.      | Finlandia         | Pasi Saapunki Jouko Parviainen Jukka Ylipulli         | +5:42,5           | 1:19:56,3 26:29,7 26:42,3 26:44,3 | 5.              | 1:25:38,8 | +4:52,3  |
| 8.      | Francja           | Jean-Pierre Bohard Xavier Girard Fabrice Guy          | +7:24,0           | 1:19:45,4 27:04,9 26:43,2 25:57,3 | 9.              | 1:27:09,4 | +6:23,4  |
| 9.      | Japonia           | Hideki Miyazaki Masashi Abe Kazuoki Kodama            | +9:32,5           | 1:19:54,3 25:59,1 26:54,9 27:00,3 | 2.              | 1:29:26,8 | +8:40,3  |
| 10.     | Stany Zjednoczone | Joe Holland Todd Wilson Hans Johnstone                | +9:24,5           | 1:23:42,9 27:00,3 27:03,1 29:39,5 | 8.              | 1:33:07,4 | +12:20,9 |
| 11.     | ZSRR              | Andriej Dundukow Wasilij Sawin Allar Levandi          | +28:56,5          | DNF                               | –               | –         |          |